# Возач (филм из 1978)
Возач (енгл. The Driver), амерички је акциони трилер филм из 1978. у режији Волтера Хила, а главне улоге тумаче Рајан О'Нил, Брус Дерн и Изабел Ађани. У филму су приказани само неименовани ликови, а радња прати возача који бежи због пљачки, чији га је изузетан таленат спречио да буде ухваћен. Детектив обећава помиловање банди ако му помогну да га ухвате у намештеној пљачки.

## Радња
Осим што је ћутљив и нико му не зна право име, возача одликује сразмерност цене и вештине у криминалном делу Лос Анђелеса. Професионални крадљивац аутомобила, демонстрира своје вештине током пљачки, а затим се отргне од својих прогонитеља. Међу представницима реда и закона, на трагу му је један сујетни и безимени детектив, који преступника назива „каубојом“.
Пошто су његови саучесници оклевали током пљачке казина, неколико сведока одмах примећује возача испред улаза. Казино играч, мистериозни странац, такође постаје случајни сведок злочина. У полицијској станици, подмићена од криминалаца, она пориче да је раније видела осумњиченог, иако детектив тражи да потврди идентитет возача. Након што је осумњичени пуштен због недостатка доказа, састаје се са играчем да му исплати новац у знак захвалности. Међутим, њихов разговор, који је настављен у стану играча, прекида изненадна појава детектива који прети девојчици, наговештавајући њену криминалну прошлост.
Фрустриран што возач не може бити ухваћен, детектив организује оперативни експеримент. На крају, ризикујући своју репутацију, нуди двојици ухваћених криминалаца нагодбу по којој „наочари” и „зубати” морају да изведу пљачку банке, унајме возача и предају га полицији. Заузврат, обојици је обећана слобода. Криминалци преко његовог посредника, купца украдене робе, покушавају да пронађу возача. Возач, због несклоности оружју, у почетку одбија да ради са њима, али пристаје да се састане. У подземној гаражи вештина возача је доведена у питање, затим он систематски уништава аутомобил криминалаца, па пребије „зубњака“ који га је малтретирао. Убрзо детектив посећује возача у изнајмљеном стану и, ругајући му се, намерно га изазива, пошто криминалци нису успели да убеде његовог до тада непопустљивог колегу. Касније се возач ипак слаже, али под условом да се његов удео удвостручи, а „гризач“ не учествује у пљачки.
Током пљачке, „човек са наочарима” убија свог саучесника и бежи са возачем, којег, уместо да га испоручи детективу, намерава да убије и побегне са новцем. Међутим, возач, наоружан пиштољем, изненади нападача, убије га и узме новац. На Унион Статион-у, возач крије новац у ормарићу, затим упознаје посредника за прање новца и на крају ангажује играча да помогне у остваривању нето профита. У међувремену, „зубати” који је открио тело „човека са наочарима” испитује посредника, претећи жени пиштољем, и на крају је убије чим му жртва открије возачеве планове.
Играч одлази на станицу и среће мењача, коме у тишини предаје кључеве оставе. Мењач сакрива чист новац у празан ормарић, али узима прљави новац од другог и улази у воз. Нико од њих и не сумња да је полиција већ успоставила надзор над станицом. Док детектив прогања мењача новца и убија га у пуцњави, "зубати" краде играчеву торбицу у којој се налази кључ од ормарића са чистим новцем. Седа у ауто заустављен на станици, који одмах полеће. Возач, који је посматрао „гризача“, заједно са играчем, јури свој ауто по граду. Као резултат тога, потера се завршава у складишту, где су се бегунци окренули у нади да ће тамо наћи уточиште. Младић који седи за воланом губи контролу, а аутомобил у коме се налазио „гризач“ се преврће. Возач позива „гризача“ који је изашао из поквареног аутомобила да се преда и убија га када овај покуша да пуца у одговор. Затим пушта дечака кући након што му је вратио украдену торбицу.
Возач и играч се враћају на станицу и преузимају торбу коју је оставио мењач из ормарића. У холу га већ чекају детектив и полицајци, спремни да приведу осумњиченог, који заузврат показује празну торбу, пошто је мењач једноставно преварио возача. Видевши празну торбу, играч одлази. Возач оставља детективу торбу, а мушкарци се разилазе.